# Pila (Laguna)
Pila is een gemeente in de Filipijnse provincie Laguna op het eiland Luzon. Bij de laatste census in 2010 telde de gemeente bijna 47 duizend inwoners.

## Geografie

### Bestuurlijke indeling
Pila is onderverdeeld in de volgende 17 barangays:
| - Aplaya - Bagong Pook - Bukal - Bulilan Norte - Bulilan Sur - Concepcion - Labuin - Linga - Masico | - Mojon - Pansol - Pinagbayanan - San Antonio - San Miguel - Santa Clara Norte - Santa Clara Sur - Tubuan |

## Demografie
Pila had bij de census van 2010 een inwoneraantal van 46.534 mensen. Dit waren 2.307 mensen (5,2%) meer dan bij de vorige census van 2007. Ten opzichte van de census van 2000 was het aantal inwoners gegroeid met 9.107 mensen (24,3%). De gemiddelde jaarlijkse groei in die periode kwam daarmee uit op 2,20%, hetgeen hoger was dan het landelijk jaarlijks gemiddelde over deze periode (1,90%).

De bevolkingsdichtheid van Pila was ten tijde van de laatste census, met 46.534 inwoners op 31,2 km², 1491,5 mensen per km².